# Salsa (película)
Salsa es una película de 1988, dirigida por Boaz Davidson, sobre un bailarín de origen puertorriqueño que decide mejorar su suerte en la vida mediante la participación en un concurso de salsa. Esta protagonizada por la hoy estrella internacional Draco Rosa (que, en aquel momento, se hacía llamar como Robi Rosa), y por el desaparecido Rodney Harvey. Fue en esta película, donde el actor principal conoció a su esposa, Angela Alvarado.

## Sinopsis
En una salida nocturna de su día de trabajo como mecánico, Rico (Draco Rosa) entra en lo que realmente buscaba: un exuberante club de salsa llamado «La Luna». El sueño que él y su novia Vicky (Ángela Alvarado) buscan, es ser «Rey y Reina de la Salsa». Rico derrama toda su energía en ganar la competencia de Salsa Gran La Luna. Sin embargo, cuando Luna (Miranda Garrison), propietaria del club pone su mirada en Rico con la intención de ser su pareja de baile, él debe decidir entre su ambición o su corazón.
Rico tiene un mejor amigo llamado Kenn (Rodney Harvey) y una hermana llamada Margarita (Magali Alvarado, hermana de Angela Alvarado).
Kenn se enamora de Margarita mediante las salidas en moto y los bailes , finalmente se besaron y anduvieron a escondidas , hasta que Rico los descubrió y se dejaron por un corto tiempo cuando Margarita se accidenta y poco después Rico y Kenn hacen las paces

## Soundtrack
1. "Margarita" - Wilkins
2. "Chicos y chicas" - Mavis Vegas Davis
3. "Son Matamoros" - Celia Cruz
4. "Cali Pachanguero" - Grupo Niche
5. "Your Love" - Laura Branigan
6. "Good Lovin'" - Kenny Ortega, Chain Reaction, The Edwin Hawkins Singers
7. "Under My Skin" - Robby Rosa
8. "Oye Como Va" - Tito Puente
9. "I Know" - Marisela, The Edwin Hawkins Singers
10. "Spanish Harlem" - Ben E. King
11. "Puerto Rico" - Bobby Caldwell, Marisela Esqueda, Michael Sembello, Wilkins, Mongo Santamaría, Charlie Palmieri, The Edwin Hawkins Singers

- Datos: Q5246765